# (17851) Kaler
(17851) Kaler est un astéroïde de la ceinture principale.

## Description
(17851) Kaler est un astéroïde de la ceinture principale. Il fut découvert le 1er mai 1998 à Haleakala par le programme NEAT. Il présente une orbite caractérisée par un demi-grand axe de 2,40 UA, une excentricité de 0,14 et une inclinaison de 3,2° par rapport à l'écliptique.

## Compléments